# Agnieszka Marczak
Agnieszka Urszula Marczak – polska biofizyk, profesor nauk biologicznych.

## Życiorys
W 1992 r. ukończyła studia biologiczne na Uniwersytecie Łódzkim, w 1996 r. obroniła pracę doktorską pt. Wpływ antybiotyków antracyklinowych na właściwości błony komórkowej erytrocytów ludzkich w warunkach hipertermii, której promotorem była prof. Zofia Jóźwiak, w 2009 r. habilitowała się na podstawie pracy zatytułowanej Wpływ antybiotyków antracyklinowych oraz aldehydu glutarowego na erytrocyty człowieka. W 2018 r. otrzymała tytuł profesora nauk biologicznych
Jest pracownikiem naukowym na Uniwersytecie Łódzkim i przewodniczącym Komisji do spraw Stopni Naukowych Dyscypliny – Nauk Biologicznych UŁ.